# Dov Freiberg
Pour les articles homonymes, voir Freiberg.
Dov Freiberg (15 mai 1927 - 1er mars 2008) né Berek Freiberg, est un survivant de l'Holocauste, écrivain et témoin au procès Eichmann, à celui de Sobibor et lors de l'affaire Demjanjuk. Freiberg est déporté au camp d'extermination de Sobibor où il participe à la révolte des prisonniers de Sobibor. Après la révolte, il réussit à s'échapper dans les bois voisins et survivre jusqu'à l'entrée au camp de l'armée rouge en juillet 1944.

## Biographie
Dov Freiberg est né en 1927 à Varsovie, en Pologne. Il est le fils de Moses et Rebecca Freiberg. Les premières années de son enfance se déroulent dans la ville industrielle de Łódź, où son père était ouvrier en usine. 
Au début de l'occupation nazie, son père et son frère tentent de fuir vers l'Est, mais son père est abattu lors de l'attaque de son convoi par les Allemands. Quelques mois plus tard, sa mère s'installe avec ses quatre enfants dans la maison de ses parents à Varsovie, située dans le ghetto créé en novembre 1940 au cœur du quartier juif. 
Un an plus tard, à l'automne 1941, en raison de l'aggravation des conditions de vie dans le ghetto et de la mort ou l'assassinat de dizaines de milliers de ses habitants, Freiberg s'enfuit avec l'aide d'un passeur à Turobin dans le district de Lublin, où les Juifs, y compris la famille de son père, vivaient alors dans un calme relatif. 
Le 17 mai 1942, deux jours après son 15e anniversaire, la ville est subitement encerclée par les SS accompagnés de Hiwi locaux et ukrainiens. La plupart des Juifs de la ville, ainsi que ceux des villes voisines, ont été brutalement déportés vers le camp d'extermination de Sobibor.

### Camp d'extermination de Sobibor
À l'arrivée de Freiberg à Sobibor, il est sélectionné pour le travail forcé et affecté au Sonderkommando, dans un premier temps pour le tri de vêtements et effets personnels. Il a ensuite été contraint d'accomplir d'autres tâches, notamment de couper les cheveux des femmes avant qu'elles ne se rendent dans les chambres à gaz. Freiberg réussit à survivre aux abus quotidiens, à la famine et aux traitements cruels pendant environ 17 mois. En octobre 1943, Freiberg participe à la révolte des prisonniers de Sobibor et réussit à s'échapper dans les bois voisins. Il rejoint le groupe de partisans juifs de Joseph Serchuk, dans la région de Lublin en Pologne occupée, jusqu'à ce que l'armée soviétique libère la région en juillet 1944.

### Après la Guerre
Après la guerre, il s'établit à Łódź, en Pologne, pour une courte période et de là il  déménage en Allemagne. Une fois en Allemagne, il rejoint un groupe composé de survivants de l'Holocauste, où il rencontre sa future épouse, Sarah, une réfugiée de l'Union soviétique. Ce groupe tenta de voyager à l'été 1947 sur le navire Exodus pour se rendre en Palestine. L'Exodus est arraisonné par les Britanniques et renvoyé en Allemagne. En 1948, Freiberg et son groupe parviennent à s'installer dans un kibboutz du nord de Sharon où il reçoit une formation militaire et combat dans la guerre israélo-arabe de 1948. Freiberg ensuite s'installe à Ramla, et rejoint l'armée et sert comme sapeur dans le corps du génie. Pendant son service militaire, ses filles Rivkah et Yaëlle sont nées.
Freiberg témoigne, en 1961, au procès Eichmann, où il raconte les horreurs du camp d'extermination de Sobibor. Quatre ans plus tard, en 1965, il est invité en Allemagne pour témoigner au procès de Sobibor, où des officiers SS sont jugés pour des actes commis dans ce camp.
Freiberg est un conférencier populaire et il s'exprimant fréquemment  devant des étudiants, des soldats, des officiers et des organisations éducatives pour les études sur l'Holocauste. Freiberg accompagné deux fois des délégations de jeunes en Pologne. Il est également été invité par le Premier ministre israélien Yitzhak Rabin à participer officiellement à une visite officielle en Pologne. Freiberg témoigné au procès Demjanjuk, en 1986 en Israël, plaidant contre la libération de Demjanjuk, affirmant qu'il devrait être jugé pour ses crimes au camp de la mort de Sobibor. L'épouse de Freiberg, Sarah, est décédée, fin 2007, et il décède à son tour quelques mois plus tard en à Ramla, en Israël.

## Œuvres
- To Survivor Sobibor (Relique de Sobibor en hébreu : שריד מסוביבור), 1988, qui raconte son histoire depuis le déclenchement de la Seconde Guerre mondiale, en passant par l'Holocauste, l'immigration clandestine vers Israël à bord de l'Exodus et jusqu'au jour de l'arrivée en Israël. Le livre est un grand succès et publié en huit éditions hébraïques, ainsi que dans une traduction anglaise sous le titre de To Survive Sobibor par Gefen Books.
- Journey to the Past with Gefen Shibolim, 1993 et décrit ses expériences avec la campagne menée par un groupe d'élèves du secondaire en 1991; le voyage comprend une visite à Sobibor, 48 ans après son évasion du camp.
- Soyez une personne, 1996. Il décrit comment faire face à la vie en Israël en tant que survivant de l'Holocauste ainsi que son témoignage au procès Eichmann.
- Entre deux mondes, 2001. Il décrit la dualité de sa vie entre le monde de l'Holocauste et le monde qui a suivi.